# Reanálisis morfémico
El reanálisis morfémico (o simplemente "reanálisis") es un fenómeno asociado al cambio lingüístico por el cual una secuencia de fonemas es interpretada como un nuevo morfema al que se le atribuyen nuevos significados, típicamente a partir de una etimología popular.

## Ejemplos

### La pasiva del maorí
En maorí, lengua polinésica de Nueva Zelanda, las raíces verbales frecuentemente acaban en consonante, sin embargo, debido a cambios fonéticos las consonantes finales han caído, y en maorí moderno estas raíces siempre acaban en vocal. Ese hecho está afectando a la manera como se concibe la formación de la voz pasiva en esta lengua. La antigua marca de pasiva era el sufijo -ia añadido al final de la raíz verbal de la voz activa, como se muestra en la siguiente tabla:
| GLOSA      | Antes del cambio | Antes del cambio | Después del cambio | Después del cambio |
| GLOSA      | Activa           | Pasiva           | Activa             | Pasiva             |
| ---------- | ---------------- | ---------------- | ------------------ | ------------------ |
| 'abrazar'  | awhit            | awhit-ia         | awhi               | awhi-tia           |
| 'agarrar'  | hopuk            | hopuk-ia         | hopu               | hopu-kia           |
| 'llevar'   | maur             | maur-ia          | mau                | mau-ria            |
| 'apuñalar' | weroh            | weroh-ia         | wero               | wero-hia           |

Antes del cambio la formación de la voz pasiva era transparente y regular. Pero una vez caídas las consonantes finales de la forma activa (3.ª columna) las viejas formas de pasiva son reanalizadas, asumiendo que la consonante que precede a la secuencia -ia forma parte del sufijo de pasiva. Así la voz pasiva actual parece es interpretada por los hablantes como realizada por varios alomorfos: -tia, -kia, -ria, -hia y como la consonante no es predictible a partir de la forma de activa el prodeso parece altamente irregular.

### Clases nominales del suajili
Muchos préstamos del inglés al suajili han sufrido reanálisis morfémicos. W. H. Whiteley menciona que en suajili existen las siguientes palabras tomadas originalmente del inglés:
(1a)	singular: kiplefiti 'tráfico' (< inglés keep left 'mantenerse a la derecha')
(1b)	plural:	  viplefiti 'tráficos' (forma analógica: vi- pl. / sg. ki-)
(2a)	singular: digadi 'guardabarro' (forma analógica: ∅- sg. / pl. ma-)
(2b)	plural:	 madigadi 'guardabarros' (< inglés mudguard 'guardabarros')
Las formas (1a) y (2b) fueron tomadas del inglés. Pero una vez dentro del suajili, como en esta lengua la primera sílaba suele representar el prefijo de género o clase nominal, las sílabas ki- y ma- fueron reanalizadas como marcas de género. 
Las palabras que en plural tienen la marca de género ma- en singular tienen ∅- (clases nominales 6 y 5). Esto implica que una gran cantidad de palabras en suajili que en singular se marcan con ∅- hacen el plural en ma- por lo que madigadi 'guardabarros' fue interpretado como ma-digadi con su correspondiente forma analógica de singular digadi. E igualmente del singular kiplefiti reanalizado como ki-plefiti (clase nominal 7) se formó el plural analógico vi-plefiti (clase nominal 8). El reanálisis morfémico es claro: en estos ejemplos ki- y ma- inicialmente formaban parte del lexema de la palabra y posteriormente fueron reinterpretados como morfos de singular y plural respectivamente.

### Formas de singular en inglés
La palabra inglesa para 'guisante' era pease [ˈpeːzə] derivada del latín tardío *pesolu(s). Los cambios fonéticos que afectaron a las vocales en inglés medio transformaron la forma [ˈpeːzə] en [ˈpiːz], por su similitud fonética con otras formas de plural de palabras acabadas en vocal, se reinterpretó la [z] final como marca de plural y peas < pease pasó a significar 'guisantes' creándose así la forma analógica de singular pea 'guisante'.